# Planá, České Budějovice
Planá là một làng thuộc huyện České Budějovice, vùng Jihočeský, Cộng hòa Séc.